# Дуракович, Бечир
Бечир Дуракович (хорв. Bećir Duraković; 2 апреля 1902, Ластва — 29 апреля 1945, Блайбург) — хорватский военный, усташ; первый военный, уничтоженный в результате резни в Блайбурге.

## Биография
Родился 2 апреля 1902 года в Ластве (близ Требине, юго-восток нынешней Боснии и Герцеговины). Служил в армии Королевства Югославии, дослужившись до звания капитана. После провозглашения Независимого государства Хорватия заступил на службу в хорватскую армию. Командовал отрядом до 5 тысяч человек в пехоте, позднее перешёл в танковые войска.
В Столаце познакомился со своей будущей супругой Ремзой Фестич, с которой венчался в том же городе. У него родились сыновья Сенадин, Асаф и Зияд (последний родился в Приедоре). Бечир проходил службу в разных хорватских крепостях, в том числе в Приедоре и Загребе.
29 апреля 1945, незадолго до капитуляции Германии, хорватские войска, в составе которых был и Дуракович, под Блайбургом готовились принять капитуляцию. Дуракович выступил против капитуляции и пошёл напролом против британских войск, управляя танком. Взорвавшаяся под танком граната унесла жизнь Дураковича.